# デニス・ペトロフ
デニス・アレクセーエヴィチ・ペトロフ（ロシア語: Денис Алексеевич Петров、ラテン翻字：Denis Alekseevich Petrov、1968年3月3日 - ）は、旧ソビエト連邦出身の男性フィギュアスケート選手。1992年アルベールビルオリンピックペア銀メダリスト。パートナーはエレーナ・ベチケ。元フィギュアスケート選手の陳露は妻。

## 経歴
- 1987年よりエレーナ・ベチケとペアを結成。
- 1990年にパートナーでもあるベチケと結婚するも1995年に離婚した。
- 1992年アルベールビルオリンピックで銀メダルを獲得。同年の世界フィギュアスケート選手権後に引退し、プロスケーターとして活動する。
- プロスケーターとしてスターズ・オン・アイスツアーに参加し1996年には世界プロフィギュア選手権で優勝するなど活躍の場を広げたが、2000年に引退を表明した。
- 2005年7月、リレハンメルオリンピックと長野オリンピックの女子シングル銅メダリストの陳露と結婚、現在は中国の深圳で暮らしている。

## 主な戦績
| 大会/年              | 1987-88 | 1988-89 | 1989-90 | 1990-91 | 1991-92 |
| -------------------- | ------- | ------- | ------- | ------- | ------- |
| オリンピック         |         |         |         |         | 2       |
| 世界選手権           |         | 3       |         | 4       | 4       |
| 欧州選手権           |         |         |         | 2       | 2       |
| グッドウィルゲームズ |         |         |         | 3       |         |
| ネイションズ杯       |         |         | 1       |         |         |
| NHK杯                |         | 2       | 1       | 1       |         |
| セントアイベル国際   |         | 2       |         |         |         |
| パリ国際             | 1       |         | 1       |         | 3       |
| モスクワ国際         | 6       | 2       |         |         |         |
| ソビエト選手権       | 4       | 4       | 4       | 3       | 1       |